# Melanagromyza modesta
Melanagromyza modesta är en tvåvingeart som beskrevs av Spencer 1969. Melanagromyza modesta ingår i släktet Melanagromyza och familjen minerarflugor. Inga underarter finns listade i Catalogue of Life.